# بیل دالمن
بیل دالمن (انگلیسی: Bill Dallman؛ 8 August 1918 – ۱۹۸۸ (۶۹−۷۰ سال)) بازیکن فوتبال بود.
از باشگاه‌هایی که در آن بازی کرده‌است می‌توان به باشگاه فوتبال منزفیلد تاون اشاره کرد.